# Locomotora No.º 153 del Ferrocarril de la Costa Este de la Florida
La Locomotora N.º 153 del Ferrocarril de la Costa Este de Florida (en inglés: Florida East Coast Railway Locomotive No. 153) es una locomotora histórica ubicada en Miami, Florida. La locomotora n.º 153 se encuentra inscrita  en el Registro Nacional de Lugares Históricos desde el 21 de febrero de 1985.

## Ubicación
LalLocomotora n.º 153 se encuentra dentro del condado de Miami-Dade en las coordenadas 25°37′15″N 80°24′22″O / 25.620833, -80.406111.